# Кастелло-ди-Чистерна
Кастелло-ди-Чистерна (итал. Castello di Cisterna) — коммуна в Италии, располагается в регионе Кампания, в провинции Неаполь.
Население составляет 6734 человека, плотность населения составляет 1696 чел./км². Занимает площадь 3,97 км². Почтовый индекс — 80030. Телефонный код — 081.
Покровителем населённого пункта считается святитель Николай Мирликийский Чудотворец. Праздник ежегодно празднуется 6 декабря.